# Ішлейське сільське поселення
Ішле́йське сільське поселення (рос. Ишлейское сельское поселение) — муніципальне утворення у складі Чебоксарського району Чувашії, Росія. Адміністративний центр — село Ішлеї.

## Населення
Населення — 5176 осіб (2019, 5376 у 2010, 5419 у 2002).

## Склад
До складу поселення входять такі населені пункти:
| Населений пункт            | Населення, осіб (2002) | Населення, осіб (2010) |
| -------------------------- | ---------------------- | ---------------------- |
| Вуспюрт-Чурачики, присілок | 113                    | 103                    |
| Ішлеї, село                | 3190                   | 3092                   |
| Ківьял-Чурачики, присілок  | 29                     | 24                     |
| Корак-Чурачики, присілок   | 252                    | 227                    |
| Мадікаси, присілок         | 282                    | 300                    |
| Мамгі, присілок            | 204                    | 210                    |
| Мускарінкаси, присілок     | 275                    | 285                    |
| Мутікаси, присілок         | 64                     | 75                     |
| Олгаші, присілок           | 111                    | 113                    |
| Сіньял-Чурачики, присілок  | 123                    | 122                    |
| Хачики, присілок           | 183                    | 205                    |
| Хорамакаси, присілок       | 190                    | 181                    |
| Чермаки, присілок          | 44                     | 47                     |
| Шайгільдіно, присілок      | 98                     | 110                    |
| Ядринкаси, присілок        | 261                    | 282                    |